# Heinz-Werner Neudorfer
Heinz-Werner Neudorfer (* 1952 in Wattenscheid) ist ein deutscher Theologe, Pfarrer der Württembergischen Landeskirche und war von 2005 bis 2018 Dekan in Marbach am Neckar.

## Leben und Wirken
Nach dem Abitur kam Neudorfer 1972 zum Sprachstudium der Alten Sprachen Griechisch und Hebräisch nach Stuttgart. Danach studierte er von 1973 bis 1977 Evangelische Theologie in Tübingen und Erlangen und arbeitete ein Jahr lang am Projekt Tübinger Atlas des Vorderen Orients der Deutschen Forschungsgemeinschaft mit. 1983 wurde er am Institutum Judaicum in  Tübingen mit einer Arbeit über Der Stephanuskreis in der Forschungsgeschichte seit F. C. Baur promoviert. Nach dem Vikariat in Onstmettingen war er drei Jahre lang Studienassistent im Albrecht-Bengel-Haus in Tübingen, wo er später von 1989 bis 1997 Studienleiter für Neues Testament war. 1982/1983 arbeitete er als Pfarrverweser in Neuenbürg an der Enz und erhielt dann seine erste Pfarrstelle in Wittlensweiler und Aach bei Freudenstadt. Von 1997 bis 2005 hatte er die Pfarrstelle in Weil im Schönbuch bei Böblingen inne. Danach wurde er Gemeindepfarrer der Pfarrstelle Marbach Mitte und war von 2005 bis zu seinem Ruhestand 2018 Dekan des Kirchenbezirks Marbach am Neckar, mit seinen 20 Kirchengemeinden zwischen Ludwigsburg und Heilbronn. Er war mit verantwortlich für die Evangelische Tagungsstätte Löwenstein (ETL), einer kirchlichen Begegnungs-, Einkehr- und Fortbildungseinrichtung und dem Haus der Kinderkirche in Beilstein, einer Fortbildungsstätte für ehrenamtliche Kindergottesdienstarbeit in Gemeinden der Evangelischen Landeskirche in Württemberg.
Seit seiner Dissertation veröffentlicht er als Autor theologische Literatur und Bibelkommentare. Neudorfer ist seit 2001 Mitglied der Württembergischen Evangelischen Landessynode und gehört dessen Theologischem Ausschuss, der Liturgischen Kommission und dem Ausschuss für den Ausgleichstock an. Von 1997 bis 2014 war er im Vorstand des AfeT, bis heute Mitglied der „Facharbeitsgruppe Neues Testament“ (FAGNT) und verfasste als Mitherausgeber
des Jahrbuches für Evangelikale Theologie (JETh) dort Rezensionen.

## Privates
Heinz-Werner Neudorfer ist verheiratet mit Renate. Das Paar hat vier Söhne.

## Veröffentlichungen
- Der Stephanuskreis in der Forschungsgeschichte seit F. C. Baur (Zugl. Dissertation, Universität Tübingen 1982), Brunnen-Verlag, Gießen 1983, ISBN 978-3-7655-9309-3.
- Wie Gott befreit, Hänssler Verlag, Neuhausen-Stuttgart 1983, ISBN 978-3-7751-0858-4.
- Die Apostelgeschichte des Lukas 1. Teil, (Edition-C-Bibelkommentar. Band 8), Hänssler-Verlag, Neuhausen-Stuttgart 1986, ISBN 978-3-7751-1125-6.
- Die Kirche – zur Liebe gerufen, Verlag E. Fuhr, 1995
- Das zweite Buch der Könige, Erklärungen und Bibelkommentare der Reihe Wuppertaler Studienbibel: Reihe Altes Testament, SCM R. Brockhaus, Wuppertal 1998, ISBN 978-3-417-25332-0.
- Faptele Apostolilor, Ed. Lumina Lumii, Korntal 2000 (Bibelkommentare rumänisch)
- Der erste Brief des Paulus an Timotheus, SCM R. Brockhaus, Wuppertal 2004, ISBN 978-3-417-29721-8.
- Der Brief des Apostels Paulus an Titus, SCM R. Brockhaus, Witten 2012, ISBN 978-3-417-29729-4.
- Der zweite Brief des Paulus an Timotheus, SCM R. Brockhaus, Wuppertal 2017, ISBN 978-3-417-29734-8.
- Der Brief des Judas, SCM R. Brockhaus, Wuppertal 2024, ISBN 978-3-417-29741-6.

als Mitautor
- Dein Wort ist die Wahrheit. Beiträge zu einer schriftlichen Theologie, SCM R. Brockhaus, Wuppertal 1997, ISBN 978-3-417-29424-8.
- Studium des Neuen Testaments. Einführung in die Methoden der Exegese, SCM R. Brockhaus, Wuppertal 2006, ISBN 978-3-417-29430-9; Verlag für Glaube, Theologie & Gemeinde (VGTG), Petzenkirchen 2. Auflage 2024, ISBN 978-3-902669-53-7.
- Apostelgeschichte, Edition C Bibelkommentar – Neues Testament: Band 3, SCM R.Brockhaus, Witten 2013, ISBN 978-3-417-25141-8.

als Mitherausgeber
- mit Eckhard J. Schnabel: Das Studium des Neuen Testaments. Eine Einführung in die Methoden der Exegese, Verlag für Glaube, Theologie & Gemeinde (VGTG), Petzenkirchen 2024, ISBN 978-3-902669-53-7.